# Jenarn
Jenarn är en sjö i Storumans kommun i Lappland och ingår i Umeälvens huvudavrinningsområde. Sjön har en area på 0,473 kvadratkilometer och ligger 668,2 meter över havet. Sjön avvattnas av vattendraget Jenarnbäcken.

## Delavrinningsområde
Jenarn ingår i det delavrinningsområde (729568-146317) som SMHI kallar för Utloppet av Jenarn. Medelhöjden är 681 meter över havet och ytan är 1,93 kvadratkilometer. Räknas de 3 avrinningsområdena uppströms in blir den ackumulerade arean 4,26 kvadratkilometer. Jenarnbäcken som avvattnar avrinningsområdet har biflödesordning 3, vilket innebär att vattnet flödar genom totalt 3 vattendrag innan det når havet efter 396 kilometer. Avrinningsområdet består mestadels av skog (72 procent). Avrinningsområdet har 0,47 kvadratkilometer vattenytor vilket ger det en sjöprocent på 24,5 procent.